# 孫沁岳
孫沁岳（英語：Yorke Sun，1986年7月15日—），本名張睿杰，原名劉至維。台灣男演員、歌手、模特兒及YouTuber。男子團體「4ever」成員，粉絲名為「小太陽」。2020年3月開始活躍於《娛樂百分百》的凹嗚狼人殺單元。同年7月，在個人Youtube頻道推出【漫遊快譯通】系列影片，該系列影片以專業角度講述每部漫畫背後的故事以及漫畫家的生平。孫沁岳于2022年10月，於「第4屆走鐘獎」獲得潛力新星獎。

## 早年經歷
孫沁岳是資深藝人劉尚謙第二次婚姻所生的兒子，也是演員劉至翰和劉致妤同父異母的弟弟。在三歲時父母分開，孫沁岳跟隨媽媽生活，並從母姓改名張睿杰。2005年，在「無名小站」被星探挖掘進入模特兒圈，取藝名為孫沁岳。孫沁岳小時候曾與劉至翰和劉致妤一起生活，並由哥哥姊姊幫忙照顧。而孫沁岳跟父親很少聯繫，兩父子一年用一封簡訊来維持關係，但在碰面時父親也會關心他。
孫沁岳從小與媽媽相依為命，曾在咖啡店、酒吧等不同地方打工维持家計，有「打工小王子」之稱。高中時也是因為公立學校學費便宜才選讀跟興趣無關的「冷凍空調科」。從當男團歌手到轉戰戲劇圈初期，月收入平均只有四、五千元新台幣，有時因為沒錢搭計程車，需要半夜徒步走一小時到拍攝現場。

## 演藝發展
2007年，參演偶像劇《換換愛》。
2012年，退伍並簽約周子娛樂。6月，與言明澔（Jolin）、李迪恩（迪恩）、許豪恩（拿鐵）組成男子團體4ever，在團體中擔任團長。團體於6月發行首張EP《4ever》，其中《找你的地圖》為其與宋念宇的共同創作。2015年，許豪恩結婚後退出，張洛偍加入。
2014年開始，向戲劇圈發展。參與拍攝《軍官·情人》、《1989一念間》、《獨家保鑣》等戲劇。2017年，在拍攝主演作品《真情之家》後，因為意識到在演戲方面仍有不足，因此決定暫緩演藝事業，到北京中央戲劇學院進修一年。2018年3月，成功考取北京中央戲劇學院。在中戲進修的時候，孫沁岳開始接觸並迷上狼人殺遊戲；畢業後在郭雪芙的介紹下認識陳零九等人。這成為他日後參與《凹嗚狼人殺》的契機。
2019年6月，孫沁岳於中央戲劇學院畢業，同時與原公司周子娛樂合約到期。回到台灣後，孫沁岳積極爭取戲劇演出。在試鏡電影《記憶浮島》一個特殊人格的角色時，被導演婉拒說因為外型清秀，認為他無法勝任角色。孫沁岳因而在短時間內強迫自己調整外型，瘦了10公斤並蓄鬍，因此讓導演看到他想要爭取角色的決心，最終拿到角色。孫沁岳為了呈現角色落魄模樣，在開拍前兩個月不停吃維生素，並在臉上擦生髮水，開拍時體重僅52公斤，宛若紙片人。當時出門路人看到他都會有點刻意避開。
2020年3月4日起，開始活躍於《凹嗚狼人殺》。因為一開始在節目中表現傾向嚴肅，母親希望他「好不容易上節目可以表現得活潑一點」，因此就嘗試在節目裡講自創的狼人殺笑話，被主持人和幕後工作人員鼓勵可以多講。因此往後都有一個專屬的「沁の笑話時間」讓他講笑話。孫沁岳亦因為在節目表現亮眼而受到注目，有「冷笑話王子」、「狼人殺男神」之稱。。
2021年，簽約經紀公司百鴻揚娛樂。同年1月，受歌手賴晏駒邀請擔任其新歌《不再屬於我》的MV男主角。歌曲於1月22日在YouTube發佈。截至2022年7月，點擊率已突破三百萬，為賴晏駒官方頻道目前點擊率最高的歌曲。
2021年10月，參加《凹嗚狼人殺》的季冠軍資格賽，於兩局資格賽中一共獲得17票(全票為18票)，與荳荳得到季軍賽資格。2022年1月，八大電視首次在台北小巨蛋舉辦凹嗚狼人殺總冠軍賽，孫沁岳為12名參賽藝人之一。
2023年3月，《娛樂百分百》舉辦「狼者榮耀」系列賽，參賽者由觀眾進行票選。孫沁岳最終得2370票，於全「狼殺班底」排名第4。惟因拍攝電視劇而未能參加錄製，並由徐謀俊替補。同年7月，舉辦「狼者榮耀II」，孫沁岳最終得2996票，於全「狼殺班底」排名第2。主持人於節目花絮中透露，這次為了讓沁岳能順利參加，節目組甚至特別為他調了錄影檔期。
2025年1月，《娛樂百分百》舉辦「狼爭虎鬥」系列賽，16名玩家分成A、B組進行6局「資格賽」，每組分數最高的4名玩家晉級「冠軍爭霸戰」。最終孫沁岳於「冠軍爭霸戰」中分數排名第一並奪得「狼爭虎鬥總冠軍」。
2月，參演以「男公關」為題材的劇集《男公館》。首次飾演心狠手辣，集暴力和慾望於一身的大反派角色。

## 副業發展（YouTube頻道）
孫沁岳從小就是個漫畫迷。學生時期的他總是把零用錢拿去買漫畫，錢不夠時就會跟朋友借漫畫看。他認為漫畫對自己意義深遠，比如看了《BECK》（搖滾新樂團）學習吉他，看了《灌籃高手》愛上籃球，看了《金田一少年之事件簿》擅長於邏輯思考及分析等。2020年初，孫沁岳因為疫情衝擊，當時剛好也處在換公司、尚未有合約的階段，因此他決定結合原本就喜愛的漫畫和影像剪接，踏上斜槓YouTuber的道路。
2020年7月15日起，孫沁岳開始在個人Youtube頻道推出【漫遊快譯通】系列影片，以專業的角度講述漫畫背後的故事及漫畫家的生平。從蒐集資料、撰稿拍攝、講解內容到後製剪輯也是由孫沁岳一手包辦 (從2022年開始加入表弟一起製作)，製作一支影片往往要花上70-80多個小時。合作《三隻小豬的逆襲》的演員王傳一也是【漫遊快譯通】系列的「鐵粉」，常常跟孫沁岳分享看完影片的心得，偶爾亦會督促他去剪片。
2021年6月，孫沁岳經營的YouTube頻道突破10萬訂閱，並獲得由YouTube贈送的紀念獎狀。11月，在Youtube頻道推出新單元【無路用日文】，以搞笑單元小短劇的方式教導觀眾日文。12月，孫沁岳獲得Youtube「2021年台灣年度影片排行榜」的「快速竄升創作者」第九名。
2022年10月29日，孫沁岳以【漫遊快譯通】系列的「直到逝世之時還握著畫筆，令人感動的一生，藤子·F·不二雄」獲得「第4屆走鐘獎」的潛力新星獎。11月，孫沁岳的YouTube頻道突破30萬訂閱。同月受邀採訪暢銷漫畫《SPYxFAMILY間諜家家酒》的林士平編輯，並入圍「2022誠品閱讀職人大賞」的「最佳說書人獎」，與蔣勳、謝哲青、陳鳳馨等人競逐獎項。
2023年9月，孫沁岳擔任高雄市管樂團《日本動漫交響音樂會》主持人。同年，受金漫獎與文化部邀約擔任第14屆金漫獎評委。2024年3月，擔任高雄市管樂團《機甲動畫交響音樂會》主持人。8月，擔任高雄市管樂團《日本動漫交響音樂會第二彈》主持人。
2024年10月20日，麥當勞與《獵人》合作推出聯名商品，並寄送給數百位網紅及藝人進行宣傳。然而有部分收到公關品的網紅沒有看過《獵人》，引發大量動漫迷反彈。不少網民點名製作過許多《獵人》解說影片的孫沁岳，指他最有資格收到公關品卻疑似沒收到，引來不少網民在IG、Threads上留言替他打抱不平。21日，孫沁岳經紀人回應指有收到公關品，但因為他目前身在國外所以暫時無法開箱。22日，孫沁岳回台並發布開箱影片，專業解說得到大批網民稱讚，指「全台灣都在等你開箱」、「全台最該拿到的人」、「沁岳是全村的希望」、「沁岳開完箱，戰爭可以平息了」。
12月，受金漫獎邀約擔任第15屆金漫獎評審。

## 個人生活
孫沁岳最初進入演藝圈時，並不打算成為演員，因為不想變得跟演員父親劉尚謙一樣。他提到:「我是單親家庭長大，小時候可能對父親不諒解，會有這種想法。但是試鏡幸運選上，演著演著，我發現我內心很愛演戲這件事，後來也去上了表演課。」當時表演老師跟他說:「你真的有爸爸的DNA，就去做你自己真心想做的事情吧。」最後他還是走上了跟爸爸一樣的演員之路。
孫沁岳熱愛排球及羽球運動，和謝坤達、梅賢治、孫其君、余杰恩、温貞菱、魏蔓、陳敬宣、阿樂、蔡哥、瑋瑋等藝人及網路紅人是球友。他亦與好友模仿日本漫畫《排球少年！！》組成了「排球少年團」。
2022年10月，孫沁岳與黃偉晉、楊士弘、張語噥等藝人私下一起舉辦萬聖節扮裝大會。孫沁岳變裝成動漫《獵人》中的角色「西索」；從衣服、髮型到妝容都用心模仿，超高還原度獲得不少網民讚賞及報導，孫沁岳亦因此被網民稱為「最強西索」。

## 影視作品

### 電視劇
| 年份   | 頻道                   | 劇名                 | 性質       | 飾演角色 |
| 2007年 | 華視、八大綜合台       | 《換換愛》           |            | 童嘉輝   |
| 2014年 | 三立都會台、東森綜合台 | 《喜歡·一個人》      | 王大智     |          |
| 2014年 | 三立都會台、東森綜合台 | 《我的寶貝四千金》   | 客串       | 郭熙明   |
| 2015年 | 三立都會台             | 《莫非，這就是愛情》 | 客串       | 阿達     |
| 2015年 | 三立都會台、東森綜合台 | 《軍官·情人》        |            | 姜安杰   |
| 2016年 | 三立都會台、東森綜合台 | 《1989一念間》       | 第二男主角 | 李進勤   |
| 2017年 | 三立都會台、東森綜合台 | 《獨家保鑣》         | 第二男主角 | 柯國隆   |
| 2017年 | 三立都會台、東森綜合台 | 《真情之家》         | 第一男主角 | 季言希   |
| 2020年 | 三立都會台             | 《我的青春沒在怕》   | 客串       | 陳大再   |
| 2021年 | 三立都會台、華視       | 《三隻小豬的逆襲》   | 第三男主角 | 游大海   |
| 2022年 | 衛視中文台             | 《如果花知道》       | 客串       | 張家豪   |
| 2022年 | Disney+、衛視中文台    | 《正義的算法》       | 客串       | 曹社工   |
| 2022年 | 民視                   | 《決勝的揮拍》       | 客串       | 陳永泉   |
| 2023年 | 三立都會台、華視       | 《鬼之執行長》       | 第二男主角 | 衛宇權   |
| 2025年 | 大愛電視台             | 《宇宙的源頭就是愛》 | 客串       | 黃漢昌   |
| 2025年 | AXN                    | 《男公館》           | 主演       | 阿標     |
| 待播出 |                        | 《聰明鎮》           |            | 高老師   |

### 電影
| 播出年份     | 電影名稱           | 性質 | 角色   | 拍攝日期  |
| 2023年9月8日 | 《我最愛的笨男人》 |      | 劉律師 | 2022年9月 |

### 網路劇
| 播出年份       | 播出頻道      | 戲劇名稱                   | 性質       | 角色   | 拍攝日期       |
| 2014年5月20日  | 優酷網        | 《校園瘋雲》               |            | 錫孟   | 2014年         |
| 2016年3月28日  | Vidol         | 《青春自拍團：愛上她的他》 | 第一男主角 | 阿信   | 2016年         |
| 2020年11月13日 | myVideo、KKTV | 《記憶浮島》               |            | 曾孝嘉 | 2019年－2020年 |
| 2023年9月15日  | Vidol、KKTV   | 《絕對佔領》               | 客串       | 李惠望 | 2023年5月      |

### 微電影
| 播出年份  | 微電影名稱                       | 角色  |
| 2013年7月 | 新加坡觀光局微電影《從心發現愛》 | Yorke |
| 2014年4月 | 《最甜蜜的時光》                 | 阿穆  |

## 綜藝節目

### 常駐綜藝
| 播出日期         | 播出頻道 | 節目名稱                 | 備註 |
| 2020年3月4日至今 | 八大電視 | 娛樂百分百《凹嗚狼人殺》 | 於節目共獲得20次MVP殊榮 : MVP 1. 2020.09.24 （页面存档备份，存于）(狼兄狼弟與黑市商人局) 2. 2020.10.13 （页面存档备份，存于） (石像鬼與守墓人局) 3. 2021.03.16 （页面存档备份，存于）(惡靈騎士局) 4. 2021.07.05 （页面存档备份，存于）(血月使者與獵魔人局) 5. 2021.10.04 （页面存档备份，存于），2021.10.11 （页面存档备份，存于） (季冠軍資格賽) 6. 2021.11.29 （页面存档备份，存于）(機械狼與通靈師局) 7. 2021.12.15 （页面存档备份，存于） (狼美人與雪狼局) 8. 2022.01.20 （页面存档备份，存于）(諸神黃昏局) 9. 2022.03.10 （页面存档备份，存于） (機械狼與通靈師局) 10. 2022.06.07 （页面存档备份，存于） －2022.06.08 （页面存档备份，存于） (機械狼與通靈師局) 11. 2022.07.19 （页面存档备份，存于）－2022.07.20 （页面存档备份，存于）(盜賊局) 12. 2023.07.13 （页面存档备份，存于）(夢魘與攝夢人局) 13. 2023.08.01 （页面存档备份，存于）－2022.08.02 （页面存档备份，存于）(夢魘與攝夢人局) 14. 2023.08.11 （页面存档备份，存于） (夢魘與攝夢人局) 15. 2023.10.12 （页面存档备份，存于）－10.13 （页面存档备份，存于）(狼者榮耀II:黑狼王與魔術師局) 16. 2023.11.07 （页面存档备份，存于）－11.08 （页面存档备份，存于）(混血兒局) 17. 2024.04.08，04.09，04.10 (雙機械狼局) 18. 2024.06.20 （页面存档备份，存于）－06.21 （页面存档备份，存于） (殭屍與魔術師局) 19. 2025.02.20 (狼爭虎鬥總冠軍第二戰:種狼/傻瓜10人警長局) 20. 2025.02.26 (狼爭虎鬥總冠軍第三戰:魅影/覺醒預10人警長局) |

### 電視綜藝
| 播出日期       | 播出頻道   | 節目名稱                           | 性質 |
| 2015年9月9日   | 三立電視台 | 型男大主廚－《軍官情人》劇組       | 嘉賓 |
| 2016年1月22日  | 三立電視台 | 型男大主廚－《1989一念間》劇組     | 嘉賓 |
| 2016年4月1日   | 三立電視台 | 綜藝大熱門－《1989一念間》劇組     | 嘉賓 |
| 2016年10月26日 | 三立電視台 | 型男大主廚－《獨家保鑣》劇組       | 嘉賓 |
| 2017年7月11日  | 三立電視台 | 型男大主廚－《真情之家》劇組       | 嘉賓 |
| 2017年11月1日  | 三立電視台 | 綜藝大熱門－《真情之家》知識大考驗 | 嘉賓 |
| 2017年11月2日  | 三立電視台 | 型男大主廚－《真情之家》劇組       | 嘉賓 |
| 2017年12月1日  | TVBS       | 星鮮話                             | 嘉賓 |
| 2017年12月8日  | 八大電視   | 娛樂百分百《明星好麻吉》           | 嘉賓 |

| 播出日期                                 | 播出頻道            | 節目名稱                       | 性質 |
| 2020年7月14日                            | 三立電視台          | 綜藝大熱門                     | 嘉賓 |
| 2020年9月1日                             | 三立電視台          | 愛玩客－新竹篇                 | 嘉賓 |
| 2020年12月9日                            | 八大電視            | 娛樂百分百《二年八班開學了》   | 嘉賓 |
| 2021年5月6日、2021年5月25日              | 八大電視            | 娛樂百分百《桌遊研究社》阿瓦隆 | 嘉賓 |
| 2021年9月21日－23日、2021年9月27日－28日 | 東森超視            | 請問 今晚住誰家－雲林篇        | 嘉賓 |
| 2021年10月22日                           | 八大電視            | 娛樂百分百《二年八班開學了》   | 嘉賓 |
| 2021年11月1日                            | 衛視中文台          | 一袋女王                       | 嘉賓 |
| 2021年11月24日                           | 三立電視台          | 型男大主廚                     | 嘉賓 |
| 2022年4月3日                             | 中視主頻            | 飢餓遊戲                       | 嘉賓 |
| 2022年6月16日                            | 八大電視            | 娛樂百分百《二年八班開學了》   | 嘉賓 |
| 2022年6月24日                            | 八大電視            | 娛樂百分百《魷娛民遊戲》       | 嘉賓 |
| 2022年7月12日                            | 衛視中文台          | 歡樂智多星                     | 嘉賓 |
| 2022年7月19日                            | TVBS歡樂台、YouTube | 食尚玩家 - 魚肉鄉民            | 嘉賓 |
| 2022年7月25日、2022年7月26日             | 八大電視            | 娛樂百分百《凹嗚小密逃》       | 嘉賓 |
| 2022年10月14日                           | 八大電視            | 娛樂百分百《二年八班開學了》   | 嘉賓 |
| 2022年12月7日                            | 八大電視            | 娛樂百分百《二年八班開學了》   | 嘉賓 |
| 2022年12月12日                           | 八大電視            | 娛樂百分百《桌遊研究社》阿瓦隆 | 嘉賓 |
| 2022年12月21日                           | 東森超視            | 請問 今晚住誰家－苗栗篇        | 嘉賓 |

| 播出日期                                                                  | 播出頻道   | 節目名稱                                 | 性質 |
| 2023年1月3日                                                              | 八大電視   | 娛樂百分百《桌遊研究社》阿瓦隆           | 嘉賓 |
| 2023年1月9日                                                              | 八大電視   | 娛樂百分百《魷娛民遊戲》                 | 嘉賓 |
| 2023年1月20日                                                             | 八大電視   | 娛樂百分百《凹嗚狼人殺感謝祭》           | 嘉賓 |
| 2023年1月22日                                                             | 三立電視台 | 2023 超級華人風雲大賞                    | 嘉賓 |
| 2023年2月6日                                                              | 八大電視   | 娛樂百分百《魷娛民遊戲》                 | 嘉賓 |
| 2023年2月11日、2月18日、2月25日                                           | 三立電視台 | 《綜藝玩很大》－沖繩篇                   | 嘉賓 |
| 2023年5月10日                                                             | 八大電視   | 娛樂百分百《魷娛民遊戲》                 | 嘉賓 |
| 2023年6月7日、6月12日                                                     | 八大電視   | 娛樂百分百《桌遊研究社》瞎掰王           | 嘉賓 |
| 2023年6月25日                                                             | 三立都會台 | 完全娛樂                                 | 嘉賓 |
| 2023年7月5日                                                              | 三立都會台 | 型男大主廚                               | 嘉賓 |
| 2023年7月8日                                                              | 華視       | 天才衝衝衝                               | 嘉賓 |
| 2023年9月14日－12月1日 (共10局正規系列賽及2局加碼踢館賽) 於每週四及五播出 | 八大電視   | 娛樂百分百《凹嗚狼人殺:「狼者榮耀II」》  | 局式 1. 2023.9.14 （页面存档备份，存于）－9.15 （页面存档备份，存于） (狼兄狼弟與黑市商人局) 2. 2023.9.21 （页面存档备份，存于） －9.22 （页面存档备份，存于） (狼美人與守衛局) 3. 2023.9.28 （页面存档备份，存于）－9.29 （页面存档备份，存于） (血月使者與獵魔人局) 4. 2023.10.05 （页面存档备份，存于） －10.06 （页面存档备份，存于） (機械狼與通靈師局) 5. 2023.10.12 （页面存档备份，存于） －10.13 （页面存档备份，存于） (加碼踢館賽I:黑狼王與魔術師局) 6. 2023.10.19 （页面存档备份，存于） －10.20 （页面存档备份，存于） (加碼踢館賽II:黑狼王與魔術師局) 7. 2023.10.26 （页面存档备份，存于）－10.27 （页面存档备份，存于） (黑狼王與騎士局) 8. 2023.11.02 （页面存档备份，存于） －11.03 （页面存档备份，存于） (混血兒局) 9. 2023.11.09 （页面存档备份，存于）－11.10 （页面存档备份，存于） (黑狼王與愛神局) 10. 2023.11.16 （页面存档备份，存于）－11.17 （页面存档备份，存于） (黑狼王與混血兒局) 11. 2023.11.23－11.24 (惡靈騎士與守衛局) 12. 2023.11.29，11.30 （页面存档备份，存于） ，12.01 （页面存档备份，存于） (夢魘與攝夢人局) |
| 2023年9月19日－9月20日                                                    | 八大電視   | 娛樂百分百《凹嗚小密逃》                 | 嘉賓 |
| 2023年10月31日                                                            | 八大電視   | 娛樂百分百《萬聖節特別企劃》             | 嘉賓 |
| 2023年12月7日                                                             | 八大電視   | 娛樂百分百《凹嗚狼人殺：狼者榮耀感謝祭》 | 嘉賓 |
| 2024年2月19日                                                             | 八大電視   | 娛樂百分百《桌遊研究社-阿瓦隆》          | 嘉賓 |
| 2024年3月10日                                                             | 中視主頻   | 飢餓遊戲                                 | 嘉賓 |
| 2024年3月13日                                                             | 八大電視   | 娛樂百分百《桌遊研究社-阿瓦隆》          | 嘉賓 |
| 2024年3月15日                                                             | 八大電視   | 娛樂百分百《桌遊研究社-瞎掰王》          | 嘉賓 |
| 2024年4月24日                                                             | 八大電視   | 娛樂百分百《桌遊研究社-瞎掰王》          | 嘉賓 |
| 2024年5月7日                                                              | 八大電視   | 娛樂百分百《桌遊研究社-阿瓦隆》          | 嘉賓 |
| 2024年5月28日                                                             | 八大電視   | 娛樂百分百《桌遊研究社-阿瓦隆》          | 嘉賓 |
| 2024年5月31日                                                             | 八大電視   | 娛樂百分百《桌遊研究社-阿瓦隆》          | 嘉賓 |
| 2024年6月1日                                                              | 鏡新聞     | 《誰來演戲之圓桌對談》                   | 嘉賓 |
| 2024年6月19日                                                             | 八大電視   | 娛樂百分百《桌遊研究社-阿瓦隆》          | 嘉賓 |
| 2024年7月24日、31日、8月7日、14－15日                                     | 八大電視   | 娛樂百分百《你能畢業嗎?》高中篇          | 嘉賓 |
| 2024年9月6日                                                              | 八大電視   | 娛樂百分百《星際出任務》                 | 嘉賓 |
| 2024年10月3日                                                             | 八大電視   | 娛樂百分百《挑戰娛樂城》                 | 嘉賓 |
| 2024年10月5日、12日                                                       | 三立電視台 | 《綜藝玩很大》                           | 嘉賓 |
| 2024年12月13日                                                            | 八大電視   | 娛樂百分百《娛樂糾察隊》                 | 嘉賓 |

### 網路節目
| 播出日期                                                               | 播放平台                                      | 節目名稱                                 | 性質         | 備註 |
| 2017年11月18日                                                         | Youtube頻道 （NewShowBiz完全娛樂）            | 我們上床吧3－《真情之家》劇組            | 嘉賓         | 與陽詠存、李維維、紀言愷 |
| 2020年4月11日－2021年9月19日（節目嘉賓） 2020年4月11日至今（旁白配音） | Youtube頻道 （魔法狼人殺 MagicLiar 、郭紹安） | 《MagicLiar 魔法狼人夜》                 | 嘉賓         | 於節目共獲得2次MVP殊榮 : MVP 1. 第一季第四期第三局 （页面存档备份，存于）(大灰狼占卜師) 2. 第一季第六期第一局 （页面存档备份，存于）(種狼隱狼) 與篠崎泫、阿樂、徐少麟、冠宇等。 |
| 2020年7月20日                                                          | 星光雲！RUN新聞                               | Who怕Who熱血PK賽－《我的青春沒在怕》劇組 | 嘉賓         | 與王家梁、程予希、謝翔雅 |
| 2020年8月15日                                                          | 亞洲電台                                      | 《李岳的D調幫》                          | 嘉賓         | 與李岳 |
| 2020年10月26日                                                         | 安安大明星                                    | 《安安大明星》－《記憶浮島》劇組         | 嘉賓         | 與劉宇菁、伊正、陳敬宣 |
| 2020年10月30日                                                         | Youtube頻道 （官方頻道小賴）                  | 一日飯局 EP37－狼人殺冷笑話小王子篇      | 嘉賓         | 與小賴 |
| 2020年11月1日                                                          | Youtube頻道 （何荳荳）                        | 荳荳窺星事－巨蟹篇                       | 嘉賓         | 與荳荳、嘻小瓜 |
| 2022年2月3日                                                           | CBOOK TAIWAN                                  | CBOOK《名人說生活》                      | 嘉賓         | 與夏和熙 |
| 2022年9月20日                                                          | 輕鬆電台                                      | 《甲板日誌》                             | 嘉賓         | |
| 2023年10月26日                                                         | Youtube頻道 （五堅情W0LFS Life）              | 《誰是企劃王》EP.1                       | 主持人，關主 | 與五堅情 |
| 2023年12月20日                                                         | Youtube頻道 （職想愛上你）                    | 《職想愛上你》EP.24－動漫宅一日約會      | 嘉賓         | 與阿樂 |
| 2025年1月8日－2月6日                                                   | 娛樂百分百                                    | 《狼爭虎鬥》分組資格賽 : B組             | 嘉賓         | 共6局分組資格賽 |
| 2025年2月2日                                                           | 娛樂百分百                                    | 《真嘟假嘟》誰是貪吃鬼                   | 嘉賓         | |
| 2025年2月19日－3月6日                                                  | 娛樂百分百                                    | 《狼爭虎鬥》冠軍爭霸戰                   | 嘉賓         | 共6局冠軍爭霸戰 奪得「狼爭虎鬥總冠軍」 |
| 2025年2月28日－3月1日                                                  | 娛樂百分百                                    | 《Y向推理》EP.15－16                     | 嘉賓         | |

## 其他活動
| 活動日期       | 活動地點 / 播放平台      | 活動名稱                                    | 性質     | 備註              |
| 2016年6月26日  | 勵馨新北愛馨物資分享中心 | 《1989一念間-Back To 1989》戲服公益拍賣活動 | 公益活動 | 與蔡黃汝          |
| 2016年10月8日  | 統一夢時代購物中心       | 《I Love iSofa》義賣活動                    | 一日店長 | 與林依晨          |
| 2017年9月17日  | 高雄市君鴻國際酒店       | 林依晨&孫沁岳高雄見面會                     | 嘉賓     | 與林依晨          |
| 2017年12月17日 | 台北市美麗華百樂園       | 孫沁岳寫真集簽書會                          |          | 神秘嘉賓 : 張睿家 |

| 活動日期       | 活動地點 / 播放平台               | 活動名稱                                                              | 性質       | 備註                                             |
| 2020年10月25日 | 統一時代百貨台北店夢廣場          | 《狼人殺手遊 : 天黑請閉眼》一週年歡樂盛典                             | 遊戲玩家   | 與劉涵竹、徐少麟等                               |
| 2021年1月16日  | 台北市西門町                      | 蔡黃汝『讀心術』台北簽唱會                                            | 神秘嘉賓   | 與程予希、喬雅林、陳敬宣、王家梁、張雁名         |
| 2021年1月24日  | 台中市中友百貨                    | 賴晏駒『UNLOCK』專輯簽唱會                                            | 神秘嘉賓   | 與賴晏駒                                         |
| 2022年1月28日  | 臺北小巨蛋                        | 《凹嗚狼人殺 ：臺北小巨蛋演唱會兼第三屆總冠軍賽》                     | 參賽玩家   | 與五堅情、凱希、卜心、荳荳、篠崎泫、雨婷、艾莉兒 |
| 2022年3月26日  | 松山文創園區                      | 《2022臺北時裝週AW22 ：DAMUR品牌發表》                                | 走秀       | 與張立昂、黃丞邦                                 |
| 2022年4月14日  | Youtube頻道（TOYOTA TV）          | 《狼人殺online EP.157》                                               | 遊戲玩家   | 與嘻小瓜、斯亞等                                 |
| 2022年4月25日  | Youtube頻道（一拳超人:最強之男）  | 《明星趣味表演賽「陳零九V.S孫沁岳」》                                 | 遊戲玩家   | 與陳零九                                         |
| 2022年9月11日  | 臺中洲際棒球場                    | 《中信兄弟 VS 富邦悍將「鬼滅之刃主題日」》                            | 開球嘉賓   |                                                  |
| 2022年10月8日  | 新北市立新莊體育館                | 《粉紅絲帶公益籃球賽》                                                | 明星陣容   | 與錢薇娟、藍鈞天、邱勝翊、邱宇辰等               |
| 2022年10月29日 | 臺北流行音樂中心                  | 《第4屆走鐘獎》                                                       | 入圍創作者 | 與一眾入圍創作者                                 |
| 2022年11月2日  | Youtube頻道（迷誠品 MEET.eslite） | 《今天讀什麼 : 與孫沁岳、《SPY×FAMILY》編輯林士平一起漫遊在分格之間》 | 採訪者     | 專訪林士平編輯                                   |

| 活動日期            | 活動地點 / 播放平台        | 活動名稱                                 | 性質       | 備註                         |
| 2023年1月19日       | 中華育幼機構兒童關懷協會   | 《陪伴 挺失家兒再撐一下》                | 公益活動   |                              |
| 2023年1月27日       | 台北國際動漫節             | 《SPY×FAMILY》座談會                     | 嘉賓       |                              |
| 2023年5月13日       | 三創生活園區               | 《怪物彈珠》9年來的軌跡與展望            | 特別嘉賓   |                              |
| 2023年9月28日－29日 | 高雄衛武營國家藝術文化中心 | 高雄市管樂團《日本動漫交響音樂會》       | 主持人     |                              |
| 2023年10月9日       | 台北國家兩廳院             | 高雄市管樂團《日本動漫交響音樂會》       | 主持人     |                              |
| 2023年10月26日      |                            | 第14屆金漫獎                             | 金漫獎評審 | 受金漫獎與文化部邀約擔任評委 |
| 2024年3月30日       | 高雄衛武營音樂廳           | 高雄市管樂團《機甲動畫交響音樂會》       | 主持人     |                              |
| 2024年4月14日       | 臺中國家歌劇院             | 高雄市管樂團《機甲動畫交響音樂會》       | 主持人     |                              |
| 2024年4月21日       | 台北國家音樂廳             | 高雄市管樂團《機甲動畫交響音樂會》       | 主持人     |                              |
| 2024年8月10日       | 臺南文化中心演藝廳         | 高雄市管樂團《日本動漫交響音樂會》第二彈 | 主持人     |                              |
| 2024年8月11日       | 高雄市大東文化藝術中心     | 福山國小直笛團《魔法直笛的奇幻世界》     | 主持人     |                              |
| 2024年8月24日       | 臺中國家歌劇院             | 高雄市管樂團《日本動漫交響音樂會》第二彈 | 主持人     |                              |
| 2024年10月5日       | 臺北國家音樂廳             | 高雄市管樂團《日本動漫交響音樂會》第二彈 | 主持人     |                              |
| 2024年10月6日       | 高雄衛武營音樂廳           | 高雄市管樂團《日本動漫交響音樂會》第二彈 | 主持人     |                              |
| 2024年12月          |                            | 第15屆金漫獎                             | 金漫獎評審 | 受金漫獎與文化部邀約擔任評委 |

## 音樂作品

### 音樂錄影帶演出
| 發佈日期       | 歌手   | 歌曲名稱       | 備註     |
| 2007年1月2日   | 王傑   | 《影子》       |          |
| 2012年12月18日 | 小宇   | 《過渡期》     |          |
| 2012年11月15日 | 小宇   | 《再一次》     |          |
| 2021年1月22日  | 賴晏駒 | 《不再屬於我》 | 與賴晏駒 |
| 2022年3月11日  | SOWHAT | 《回到這裡》   | 與魏蔓   |

### 專輯
| 發行日期      | 專輯名稱            | 曲目                                                         |
| 2012年6月10日 | 《4ever首張同名EP》 | 1. Let's Go 2. 找你的地圖 3. 4ever 4. 愛情在北 5. 三秒愛上你 |

## 其他作品

### 宣傳廣告及代言
| 年份   | 名稱                                     | 性質           | 備註                                  |
| 2013年 | SONY Xperia V 撈金魚篇                   | 廣告           |                                       |
| 2016年 | Fuji愛沙發「無所不在」環抱篇             | 廣告           | 與林依晨                              |
| 2016年 | 「CREDIT」眼鏡                           | 代言人         | 與4ever                               |
| 2017年 | 日本觀光局「揪愛去日本」                 | 代言人，宣傳片 | 與林依晨、簡宏霖                      |
| 2020年 | 中國信託英雄聯盟卡                       | 廣告           |                                       |
| 2020年 | Nissan all new sentra                    | 廣告           | 與黃云歆                              |
| 2021年 | 台灣大哥大【好速成双 5G+WiFi6】手機會Rap | 廣告           |                                       |
| 2022年 | 苗栗縣111年度求職防騙暨就業隱私宣導      | 宣導影片       | 受苗栗縣政府邀請宣導求職反詐騙        |
| 2022年 | Google Play 客座編輯推薦《奧丁：神叛》   | 客座編輯       | 與汪光磊                              |
| 2023年 | Google Play 客座編輯推薦《獵人x獵人》    | 客座編輯       | 與怪玩客                              |
| 2023年 | 《怪物彈珠》10週年紀念                   | 形象大使       | 10週年紀念形象影片                    |
| 2023年 | NAVY                                     | 品牌大使       | EVA新世紀福音戰士 x NAVY 秋冬聯名服飾 |

### 影片參與（Featuring）
| 播出日期       | Youtube頻道         | 影片名稱                                    | 備註           |
| 2020年4月17日  | SODA 汽水           | 蝦種不同學問不同 測試泰國蝦線組釣斑節蝦白蝦 |                |
| 2020年5月1日   | SODA 汽水           | 首次露營 露完找宜蘭地頭蛇 廝殺一番          |                |
| 2021年11月14日 | 創意油管 IDEAS TUBE | Youtuber多難當？訂閱幾十萬都沒這件事重要？  | 與派翠克、梅伯 |

| 播出日期            | Youtube頻道                      | 影片名稱 | 備註                                            |
| 2022年3月20日       | 安娜・李                         | 【娜樣學日文】 EP.10 |                                                 |
| 2022年11月12日      | NO MIND                          | 誰來打球 我要成為影山飛雄《高手舉球篇》                                                                                               |                                                 |
| 2022年11月15日      | 上班不要看 NSFW                  | 【走鐘獨家】得獎後第一直擊 | 與所有得獎者                                    |
| 2023年3月11日、18日 | NO MIND                          | 誰來打球 學員導師對抗賽 | 與黃氏兄弟、蔡哥、梅賢治、孫其君等              |
| 2023年3月17日       | 多米多羅Domidolo                 | 讓正妹誘惑孫沁岳！揭露帥哥底下的真實樣貌！！                                                                                          |                                                 |
| 2024年1月18日－20日 | Inokawa Hajime井川一、慢慢慢老斯 | （井川一）: 轉生哪個異世界最爽or最衰？ （慢慢慢老斯）: 找其他人交流學習，結果問出彼此的心結? （孫沁岳）: 究竟誰才是傳說中的最強畫師？ | 與井川一、慢慢慢老斯合作，各自拍一個3人聯動企劃 |

### 寫真書
- 2017年12月5日 《孫沁岳同名攝影寫真》

## 獎項
| 年份   | 頒獎機構/典禮名稱      | 入圍獎項/作品                        | 備註                                                                | 結果 |
| 2012年 | 2012年度金曲榜頒獎典禮 | 最佳新人獎                           | 銀獎(4ever)                                                         | 獲獎 |
| 2016年 | 第五屆華劇大賞         | 最佳螢幕情侶獎                       | 與蔡黃汝 —《1989一念間》                                            | 提名 |
| 2021年 | YouTube                | 台灣2021年 YouTube「快速竄升創作者」 | 第9名                                                               | 獲獎 |
| 2022年 | 第4屆走鐘獎            | 潛力新星獎                           | 直到逝世之時還握著畫筆，令人感動的一生，藤子·F·不二雄【漫遊快譯通】 | 獲獎 |
| 2022年 | 誠品閱讀職人大賞       | 最佳說書人獎                         | 漫遊快譯通                                                          | 提名 |

## 外部連結
- 孫沁岳 Yorke的Facebook專頁
- 孫沁岳的新浪微博
- 孫沁岳的Instagram帳戶
- YouTube上的孫沁岳頻道
- 孫沁岳在豆瓣上的资料（简体中文）
- 華文影史庫 孙沁岳 簡介 （页面存档备份，存于）